# Hans Pirkner
Hans Pirkner (Viena, Austria; 25 de marzo de 1946 – 26 de febrero de 2025)fue un futbolista austriaco que jugó en la posición de delantero.

## Carrera

### Club
| Periodo   | Club               | Apariciones | Goles |
| --------- | ------------------ | ----------- | ----- |
| 1966-1967 | Admira Energie     | 4           | 1     |
| 1967-1968 | Austria Klagenfurt | 21          | 2     |
| 1968–1969 | Admira Energie     | 15          | 9     |
| 1969–1971 | FC Schalke 04      | 47          | 8     |
| 1971–1974 | Alpine Donawitz    | 52          | 31    |
| 1974–1978 | Austria Wien       | 128         | 62    |
| 1978–1980 | First Vienna FC    | 49          | 11    |

### Selección nacional
Pirkner debutó con Austria en septiembre de 1969 ante Alemania Federal. Fue parte del equipo que jugó en la Copa Mundial de Fútbol de 1978, siendo el jugador más viejo del equipo en aquel mundial. Jugó en 20 ocasiones y anotó cuatro goles hasta su retiro internacional en 1978.

## Escándalo
Mientras jugaba para el FC Schalke 04 fue parte de 13 integrantes del club en el Escándalo de la Bundesliga de 1971 por aceptar dinero a cambio de perder ante el Arminia Bielefeld durante la temporada de 1970/71, razón por la cual regresó a Austria al finalizar la temporada.

## Logros

### Club
- Bundesliga de Austria: 1975–76, 1977–78
- Copa de Austria: 1976–77

### Individual
- Goleador de la Bundesliga de Austria: 1975–76[4]